# Karel Müller (archivář)
Karel Müller (* 13. dubna 1958 Ostrava) je český archivář, historik a heraldik, ředitel Zemského archivu v Opavě.

## Život
Vystudoval historii na Filozofické fakultě Univerzity Palackého v Olomouci. Studium ukončil ziskem titulu PhDr. v roce 1981. V roce 1982 nastoupil do Státního oblastního archivu v Opavě. V roce 1990 se stal ředitelem téhož archivu (od roku 1992 přejmenován na Zemský archiv v Opavě). Od roku 2002 je členem expertní skupiny Podvýboru pro heraldiku a vexilologii Poslanecké sněmovny Parlamentu České republiky a za svou činnost byl roku 2016 oceněn Pamětní medailí předsedy Poslanecké sněmovny.

## Ocenění
- 2016 Pamětní medaile předsedy PS Parlamentu České republiky[1]
- 2018 Medaile Za zásluhy o české archivnictví[2]
- 2018 Zlatá medaile Slezské univerzity[3]
- 2018 Pamětní medaile Univerzity Palackého[4]
- 2018 Cena Statutárního města Opavy[5]
- 2023 Plaketa ministra vnitra[6]
- 2023 čestná medaile Za zásluhy o české archivnictví[7]

## Publikace
- Stará Opava = Alt-Troppau. Opava : Optys, 1994. 253 s. ISBN 80-85819-09-0. (spoluautoři Jaromír Kalus, Rudolf Žáček)
- Horka nad Moravou : od minulosti k současnosti. Olomouc : Danal, 2001. 90 s. ISBN 80-85973-87-1. (spoluautoři Josef Bartoš, Stanislava Kovářová)
- Erbovní listiny v archivech Slezska a severní Moravy. Opava : Zemský archiv v Opavě : Státní okresní archiv v Opavě, 2001. 93 s. ISBN 80-238-6882-9.
- Opava. Praha : Nakladatelství Lidové noviny, 2006. 611 s. ISBN 80-7106-808-X. (vedoucí autorského kolektivu)
- Erbovní galerie těšínské šlechty : kdysi v těšínské sněmovně, nyní na frýdeckém zámku = Galeria herbów szlachty cieszyńskiej : dawniej w sejmie cieszyńskim, dziś na zamku frydeckim. Český Těšín : Regio, 2008. 103 s. ISBN 978-80-904230-1-5.
- Kamenné svědectví minulosti : heraldické památky Novojičínska. Praha ; Nový Jičín : Libri ; Muzeum Novojičínska, 2008. 208 s. ISBN 978-80-7277-360-2.
- Opava. Praha ; Litomyšl : Paseka, 2010. 46 s. ISBN 978-80-7432-017-0. (spoluautor Pavel Šopák)
- Heraldické památky Těšínska. Český Těšín : Muzeum Těšínska, 2012. 175 s. ISBN 978-80-86696-30-0.
- Opavský zámek. Opava : Opavská kulturní organizace : Zemský archiv v Opavě, 2012. 109 s. ISBN 978-80-87632-01-7. (spoluautorka Hana Miketová)
- Galerie držitelů Paskova. Paskov : Město Paskov, 2015. 37 s. ISBN 978-80-260-7701-5. (spoluautor Jan Saheb)
- Vůle stvrzená pečetí : středověké státoprávní listiny z archivu opavských knížat. Opava : Zemský archiv v Opavě, 2018. 69 s. ISBN 978-80-87632-56-7. (spoluautoři Petr Kozák, Pavel Hruboň)